# Ajyhyt
Ajyhyt, auch Aysıt, Aysyt, Ajsyt, Ajyysyt oder Айыыһыт, ist die Fruchtbarkeitsgöttin oder auch Muttergöttin der turkischen Jakuten aus der Lena-Region in Sibirien. Sie erleichtert in den Wehen liegenden Frauen die Geburt, indem sie diese am eigenen Körper mitvollzieht, bzw. ist als „Mutter der Wiegen“ anwesend, wenn eine ihrer Verehrerinnen gebiert. Sie bringt die Seele eines neugeborenen Kindes vom Himmel zur Welt, damit ein vollständiger Mensch entstehen kann. Der Name wird mit „Geburtshelfer“, beziehungsweise „Gebärende“ (birthgiver) übersetzt, die längere Form Ajysyt-ijaksit-khotan mit „gebärende nährende Mutter“.
Dem Mythos mancher jakutischer Überlieferungen nach lebt sie im Himmel auf einem Berg mit sieben Stockwerken, von dem aus sie das Schicksal der Menschen bestimmt. Sie führt ein goldenes Buch, in dem sie jede Geburt aufzeichnet. Erst mit der Eintragung in das goldene Buch, in dem Name und Bestimmung des Menschen eingetragen wurden, wird der neue Mensch ein vollwertiges Mitglied der Menschheit. Andererseits wird sie an der Wurzel des Weltenbaumes gedacht, an dessen Spitze die jakutische Hauptgottheit Yryn-Al-Tojon steht. Von der Wurzel aus steigt sie auf, um diejenigen zu nähren, die Beistand benötigen.
Die Altaier kannten eine Göttin, die sie „Milchseemutter“ nannten, und die Jakuten kennen einen Mythos über einen weißen Jugendlichen, der in der Nähe des Weltenbaumes einen „Milchsee“ vorfand. Nachdem der weiße Junge den Baum um seinen Segen gebeten hatte, stieg eine Göttin aus den Wurzeln des Baumes empor und bot ihm die Milch aus ihren Brüsten an. Er stillte seinen Durst und spürte danach, dass sich seine Kräfte um das Hundertfache erhöht hatten.
Der Mythos wird dahingehend gedeutet, dass mit Ajyhyt eine Verbindung zwischen Muttergöttin und Weltenbaum herzustellen sei, der damit sowohl als Himmelssäule als auch als Quell der Fruchtbarkeit erscheint.
Judy Chicago widmete Ajyhyt eine Inschrift auf den dreieckigen Bodenfliesen des Heritage Floor ihrer 1974 bis 1979 entstandenen Installation The Dinner Party. Die mit dem Namen Ajyhyt beschrifteten Porzellanfliesen sind dem Platz mit dem Gedeck für die Urgöttin zugeordnet.